# Современные записки
«Совреме́нные запи́ски» — общественно-политический и литературный журнал русской эмиграции, издававшийся в Париже с 1920 по 1940 гг. (всего вышло 70 номеров).

## История
Как писал один из руководителей журнала М. В. Вишняк, при его создании речь шла о выпуске «„толстого журнала“, традиционного для русского интеллигентского сознания». Руководство журналом осуществляли члены партии эсеров Н. Д. Авксентьев, И. И. Бунаков, М. В. Вишняк, А. И. Гуковский и В. В. Руднев. Консультантом редакторов по поэзии был М. О. Цетлин, по прозе Ф. А. Степун.
Задумывался как ежемесячное издание, но в реальности удавалось издавать не более 6 номеров в год, а с 1931 всего 2-3 номера в год. Тираж журнала составлял не более 2000 экземпляров.

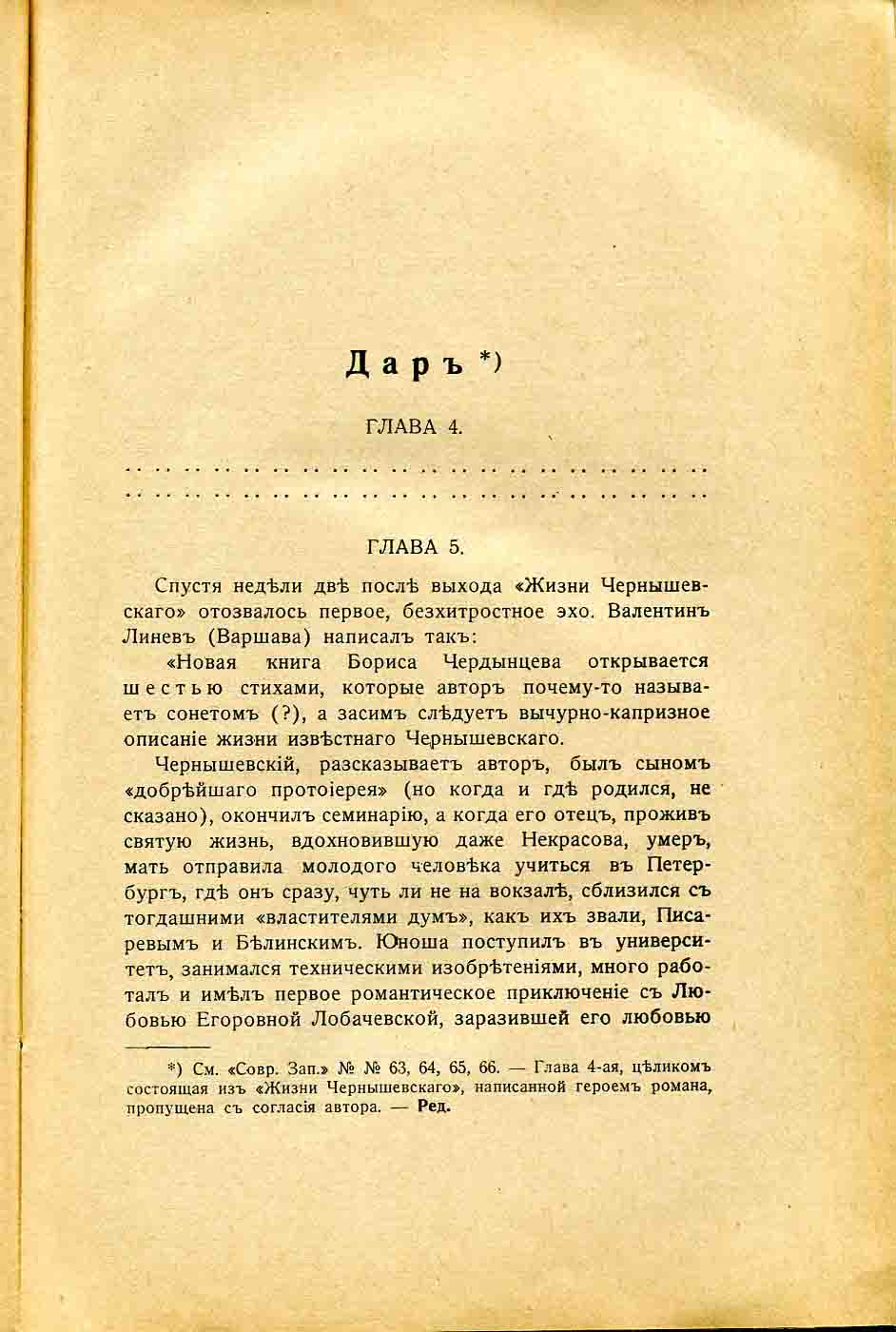
«Современные записки» № 67, стр. 69 (Париж, 1938). Первая публикация романа «Дар» В. Сирина (Набокова) с пояснением: «Глава 4-я, целиком состоящая из „Жизни Чернышевского“, написанной героем романа, пропущена с согласия автора. — Ред.»

В журнале печатались Иван Бунин, Владимир Набоков, Алексей Толстой, Марина Цветаева, Андрей Белый, Вячеслав Иванов, Зинаида Гиппиус, Дмитрий Мережковский, Константин Бальмонт, Марк Алданов, Надежда Тэффи, Борис Зайцев, Иван Шмелёв, Алексей Ремизов, Михаил Осоргин, Гайто Газданов, Нина Берберова и другие видные литературные деятели первой русской эмиграции.
В литературно-критическом разделе выступали Г. В. Адамович, В. Ф. Ходасевич, В. В. Вейдле, К. В. Мочульский, П. М. Бицилли, Б. Ф. Шлёцер, Д. П. Святополк-Мирский, А. Л. Бем, Н. К. Кульман и другие.
Помимо литераторов в журнале публиковались философы, историки, педагоги, экономисты, общественные, церковные и военные деятели: В. А. Маклаков, П. Н. Милюков, А. Ф. Керенский, Н. А. Бердяев, Л. И. Шестов, С. Н. Булгаков, Г. П. Федотов, Н. О. Лосский, Г. В. Флоровский, С. И. Гессен, П. П. Муратов, М. И. Ростовцев, Б. Д. Бруцкус, П. К. Иванов и другие.
Руководство журналом осуществлялось людьми с правоэсеровскими взглядами. Несмотря на то, что заявленной целью журнала было объединение русского зарубежья и предоставление трибуны всем антибольшевистским силам, отдельные случаи политически мотивированной цензуры всё-таки имели место. Так, например, при публикации романа В. Набокова «Дар» была полностью исключена четвёртая глава, посвященная биографии Чернышевского (редакции не понравился тон жизнеописания).
Все выпуски журнала издавались в дореформенном русском правописании, отображая общие настроения русской эмигрантской интеллигенции в непринятии реформы русской орфографии большевиками в 1918 году. Таким образом старое русское правописание официально продолжало широко использоваться русскими за рубежом по крайней мере на протяжении первой половины XX века.
На каждый номер журнала появлялось немало печатных откликов (рецензий, критических разборов, полемических статей и заметок), прежде всего в эмигрантской периодике, но также и в советской, и в иностранной.
В 1928 году И. И. Бунаков-Фондаминский создал при журнале одноименное издательство, в котором до 1940 г. выпустил 54 книги (преимущественно авторов, печатавшихся в журнале).
Прекращение деятельности журнала было связано с оккупацией Парижа нацистской Германией.

## Возобновление журнала
В 2020 году на 100-летие журнала «Современные записки» Русский литературный центр объявил о восстановлении журнала и провёл презентацию первого выпуска в октябре. После этого, издание стало выходить регулярно каждый чётный месяц. В 2022 году в начале вторжения России на Украину обложка журнала «Современные записки» появилась в формате NFT-токена, чтобы привлечь людей мира искусства из разных стран к призыву всех политиков к миру.